# Durchlässigkeit (Reiten)
| Ausbildungsskala der FN                                                      |
| ---------------------------------------------------------------------------- |
| - Takt - Losgelassenheit - Anlehnung - Schwung - Geraderichten - Versammlung |
| Gleichgewicht Durchlässigkeit                                                |

Die Durchlässigkeit des Pferdes ist das Ziel der gesamten Ausbildung und setzt die verschiedenen Stufen der Ausbildungsskala voraus, ohne dass diese allerdings streng linear aufeinander aufbauten. Die klassischen Reitlehre strebt den „durchlässigen Gehorsam in der Versammlung“ an. Dies wird durch Selbsthaltung, Schwung und Takt, Losgelassenheit, einen reinen und raumgreifenden Gang, Längsbiegung sowie Geraderichtung erreicht.

## Definition
Waldemar Seunig definiert Durchlässigkeit als „die Fähigkeit und Bereitschaft des Pferdes, auf vortreibende, verhaltende und seitwärtstreibende Hilfen einzugehen, sie von rückwärts nach vorn und umgekehrt sowie in seitlicher Richtung ‚durchzulassen‘“. Anlehnungsfehler wie der „falsche Knick“, bei dem sich das Pferd infolge zu starker Beizäumung ‚aufrollt‘, oder wenn sich das Pferd ‚auf den Zügel legt‘, verhindern die Durchlässigkeit.

## Durchführung
Ein Pferd ist also durchlässig, wenn es die Hilfen des Reiters zwanglos und gehorsam annimmt. Es reagiert ohne Zögern auf treibende Hilfen und entwickelt genügend Schub. Die Schenkelhilfen werden von der Hinterhand über den losgelassenen Rücken – die „mächtigste Schwungfeder des Pferdekörpers“ – und das losgelassene Genick zum angelehnten Maul und zur Vorhand durchgelassen.
Umgekehrt werden die Zügelhilfen vom Maul über das losgelassene Genick, den Hals und den losgelassenen Rücken bis in die Hinterhand weitergeleitet, ohne durch Spannungen an einer Körperstelle blockiert zu werden. 
Vor allem durch Seitengänge wird die „Längsbiegung verbessert, die Trag- und elastische Schwungkraft der Hinterhand nimmt zu, das ganze Pferd wird geschmeidiger und durchlässiger“.
Ein Pferd, das sich in allen drei Grundgangarten jederzeit versammeln lässt, hat die höchste Stufe der Durchlässigkeit erreicht. Voraussetzung hierfür ist, dass „das Pferd an den Zügel herangestreckt und geradegerichtet [ist], also seine Wirbelsäule der geraden oder gebogenen Linie, die es eben betritt, angepaßt und es überdies jederzeit bereit [ist], den erforderlichen Grad reiner Längsbiegung, der zur Versammlung und Galopparbeit sowie den Seitengängen notwendig ist, anzunehmen.“
Zunehmende Durchlässigkeit des Pferdes bedeutet natürlich, dass die Hilfen des Reiters immer feiner werden können (passiert das nicht, versteift sich das Pferd auch wieder). Das ist u. a. für die Arbeit mit Kandare relevant, welche, sofern „Durchlässigkeit und Schwung eine vollendete Versammlungsfähigkeit verbürgen“, den Reiter in die Lage versetzt, seine „Zügelhilfen noch zu verfeinern und eine federnde elastische Verbindung zwischen Hand und Pferdemaul herzustellen“. Auch für die fliegenden Galoppwechsel und besonders die Serienwechsel ist die absolute Durchlässigkeit unabdingbar.

## Kriterien
Eine „untrügliche Probe darauf, ob das Pferd versammelt und durchlässig an den Hilfen steht“, sind das Antraben und das Angaloppieren aus dem Halten ohne Zwischentritte.
Ein „Prüfstein für die absolute Durchlässigkeit des Pferdes“ ist die sogenannte „Schaukel“, bei der das Pferd abwechselnd im Zwei- und Viertakt eine bestimmte Anzahl von Tritten zurück- und wieder vortritt, um dann nach dem letzten Rückwärtsrichten im Schritt, Trab oder Galopp anzureiten. Die Übergänge sollen „fließend und zwanglos“ erfolgen. Aber auch Tempowechsel  sowie Wechsel von Travers und größeren oder kleineren Volten auf einem Hufschlag oder Übergänge zwischen verschiedenen Seitengängen fördern und überprüfen die Durchlässigkeit.
In der Hohen Schule sind „Übergänge aus der Passage oder Piaffe in den Schultrab und umgekehrt […] eines der eindeutigsten und wichtigsten Merkmale der Durchlässigkeit des Schulpferdes“.